# محسن سلیمانی
محسن سلیمانی (زادهٔ ۱۳۳۸ – درگذشتهٔ ۲ بهمن ۱۳۹۶)، داستان‌نویس، مترجم و پژوهشگر ادبیات داستانی و طنز بود.

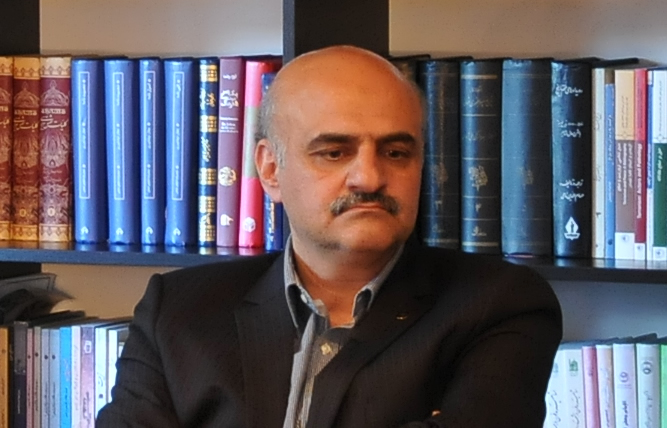
محسن سلیمانی

## زندگی‌نامه
محسن سلیمانی، زادهٔ ۱۳۳۸ در تهران و فارغ‌التحصیل رشتهٔ زبان و ادبیات انگلیسی بود. او که در حوزهٔ ترجمه و نقد ادبیات داستانی و داستان‌نویسی فعالیت داشت، کار نویسندگی را در «حوزهٔ اندیشه و هنر اسلامی» از سال ۱۳۵۹ شروع کرد. در آنجا چند سالی مسئول واحد ادبیات داستانی بود و سردبیری جُنگ‌های سوره از شمارهٔ ۱ تا ۹ را برعهده داشت. در سال ۱۳۶۶ همراه با شانزده تن از نویسندگان و هنرمندان، ازجمله محسن مخملباف، حسن حسینی، قیصر امین‌پور و فریدون عموزاده خلیلی در اعتراض به گرایش‌های راستِ سیاسی مدیریت وقتِ حوزهٔ هنری، از این حوزه جدا شد و به مجلهٔ کیهان فرهنگی رفت و مسئول بخش ترجمهٔ ادبی و ادبیات داستانی کیهان فرهنگی شد. بعد از سه سال نیز از آنجا به معاونت امور بین‌الملل وزارت فرهنگ و ارشاد اسلامی رفت و چند سالی نیز در لندن و نیویورک مسئول بخش فرهنگی ایران بود. او درضمن دبیر سرویس ادبی روزنامه همشهری (۱۳۷۰)، روزنامه صبح امروز (۱۳۷۹) و روزنامه بهار (۱۳۷۹) نیز بوده‌است. سلیمانی در زمینهٔ نقد ادبی، اصول داستان‌نویسی و نیز داستان در حدود هفتاد کتاب ترجمه و تألیف کرد. او مقالات زیادی در زمینهٔ ادبیات نگاشته که در نشریه‌های معتبر داخلی به چاپ رسیده‌است.
به‌علاوه، چند سالی نیز در دانشکدهٔ هنرهای زیبای دانشگاه تهران داستان‌نویسی تدریس کرده‌است.
وزارت فرهنگ و ارشاد اسلامی در ۱۸ تیرماه ۱۳۹۴ به سلیمانی نشان درجه‌یک هنری در زمینهٔ ادبیات داستانی اعطا کرد.
سلیمانی، که رایزن فرهنگی ایران در صربستان بود، صبح روز دوم بهمن سال ۱۳۹۶ در بلگراد درگذشت. از وی سه فرزند باقی مانده‌است.

## آثار
برخی از آثار او از این قرار است:
- سالیان دور (مجموعه داستان)
- آشنای پنهان (مجموعه داستان)
- چشم در چشم آینه (مجموعه‌ی نقد و یک گفتار)
- تأملی دیگر در باب داستان (ترجمه)
- رمان چیست؟ (ترجمه و نگارش)
- درس‌هایی دربارهٔ داستان‌نویسی (ترجمه)
- فن داستان‌نویسی (ترجمه)]
- از روی دست رمان‌نویس (ترجمه)
- شاهکارهای ادبیات جهان (۶ جلد)
- ۲۸ اشتباه نویسندگان (ترجمه)
- واژگان ادبیات داستانی (انگلیسی - فارسی و فارسی -انگلیسی)][پیوند مرده]
- چگونه زندگی‌نامه بنویسیم؟
- "اسرار و ابزار طنزنویسی (نگارش و ترجمه)‍"
- "شوخی‌های دختران حوا"
- "شوخی‌های پسران آدم"
- "جادوی زاویه‌ی دید (ترجمه )"
- "طرح و ساختار رمان (ترجمه)"
- "آموزش داستان‌نویسی به دانش‌آموزان ابتدایی، ۲ جلد (ترجمه)"
- "رمان‌نویسی در وقت اضافه"
- "طنزپردازی به زبان ساده"

ترجمهٔ رمان
- " فرانکنشتاین، اثر مری شلی" *  " تصویر دوریان گری، اثر اُسکار وایلد" * " اوژنی گرانده، اثر اونوره دو بالزاک" * " دکتر جکیل و آقای هاید، اثر  رابرت لویی استیونسن * بابا لنگ‌دراز، اثر جین وبستر * پینوکیو، اثر  کارلو کُلودی[پیوند مرده]
- بینوایان|بینوایان، اثر ویکتور هوگو
- رابینسون کروزوئه ، اثر دنیل دفو

مدیریت و ویرایش
- گفتگونویسی، اثر گلوریا کمپتون، ترجمهٔ فهیمه سمسار
- صحنه‌پردازی در رمان، اثر ریموند آبستفلد، ترجمهٔ عبدالله کریم‌زاده
- همه‌چیز درباره‌ی نویسندگی خلاق، اثر  گرول وایتلی، ترجمهٔ مهدی غبرایی
- راهنمای نویسندگان درباره‌ی ویژگی‌های شخصیت‌ها، اثر  لیندا ادلستاین، ترجمهٔ فروزنده داورپناه
- حتماً لازم نیست مشهور باشید تا زندگی‌نامه‌تان را بنویسید، اثر استیو زوسمر، ترجمهٔ حسن هاشمی میناباد
- بازنویسی و ویرایش رمان، اثر جیمز اسکات بل، ترجمهٔ شهرام اقبال‌زاده
- شخصیت‌پردازی پویا، اثر نانسی کرس، ترجمهٔ حسن هاشمی میناباد
- خلق شخصیت‌هایی که بچه‌ها دوستشان دارند، اثر آیلین مری آلفین، ترجمهٔ فهیمه محمد سمسار